# Ballader af Frédéric Chopin
Frédéric Chopins ballader er en samling af fire solostykker for klaver komponeret mellem 1835 og 1842. De hører til de mest udfordrende klaverværker.
Ordet ’ballade’ var knyttet til fransk poesi indtil midten af det 19. århundrede, da Chopin som en af de første dyrkede balladen som en musikalsk genre. De fire ballader siges at være inspireret af den polske digter Adam Mickiewicz. Hvordan de enkelte ballader er inspireret af ham er dog uklart.
Det står dog klart, at balladegenren er Chopins opfindelse, og at hans ballader ikke kan placeres inden for andre musikalske genrer (som f.eks. sonaten). Balladegenren har dog visse ligheder med klaversonaten. Chopins ballader har haft stor indflydelse på Franz Liszt og Johannes Brahms, som har komponeret deres egne ballader.
Ifølge komponisten og musikkritikeren Louis Ehlert ”afviger hver ballade fuldstændig fra de andre, og de har kun én ting til fælles – deres romantiske form og ædelheden i deres motiver.” Moderne musikforskere har dog påvist, at balladerne har en del mere til fælles, f.eks. ”balladetakten” (6/4 eller 6/8) mv.
De fire ballader hører til Chopins fineste og dybsindigste stykker og spilles ofte til koncerter.

## Liste over Chopins ballader
| Nummer | Toneart | Opus   | Udgivelsesår | Kompositionsår | Tema |
| ------ | ------- | ------ | ------------ | -------------- | ---- |
| 1      | g-mol   | Op. 23 | 1836         | 1835-1836      |      |
| 2      | F-dur   | Op. 38 | 1839         | 1836-1839      |      |
| 3      | As-dur  | Op. 47 | 1841         | 1841           |      |
| 4      | f-mol   | Op. 52 | 1843         | 1842-1843      |      |